# Godło Japonii
Godło Japonii (jap. 日本の国章 Nippon no kokushō, Nihon no kokushō).

Flaga cesarza Japonii (z podwójną chryzantemą)

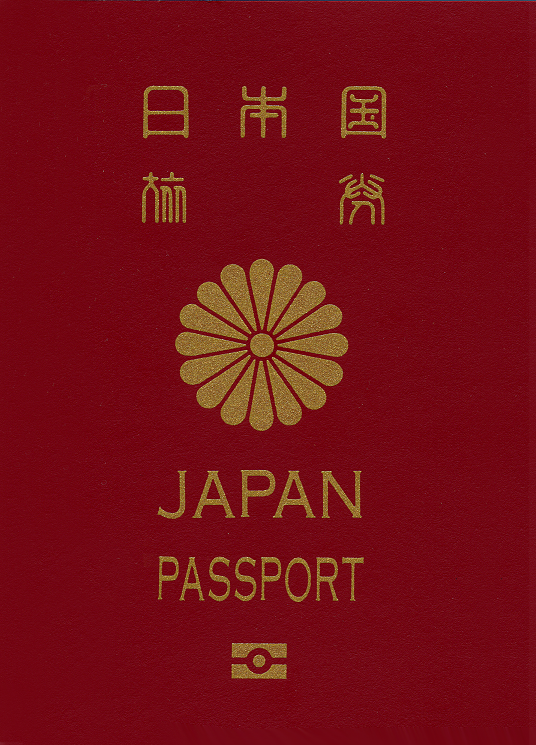
Paszport wydany w 2006 r. (z pojedynczą chryzantemą)

Japonia nie posiada oficjalnego godła państwowego, ale zwyczajowo rolę tę spełnia herb, symbol, kamon cesarza, Kiku no Gomon (菊の御紋). 
Złota, podwójna chryzantema o 16 płatkach (i kolejnych 16, widocznych na zewnętrznej krawędzi) jest symbolem cesarza i rodziny cesarskiej, która reprezentuje ciągłość dynastii pochodzącej od bogini słońca Amaterasu Ōmikami.
Na konferencji dotyczącej doskonalenia międzynarodowego systemu transportowego (Paris Conference on Passports & Customs Formalities and Through Tickets), która została zorganizowana przez Ligę Narodów w Paryżu w 1920 roku, przyjęto ujednolicony na szczeblu międzynarodowym styl umieszczania godła narodowego na środku przedniej okładki paszportu (zeszytowego). Ze względu na to, że Japonia nie posiadała godła państwowego, wprowadzono w 1926 roku uproszczony wzór pojedynczej chryzantemy, bez zewnętrznej krawędzi.
Chryzantemy dotarły do Japonii z Chin jako roślina lecznicza w okresie Nara (710–794). Często pojawia się w antologii poezji dworskiej Kokin wakashū (Zbiór poezji dawnej i współczesnej, 905) opracowanej w okresie Heian (794–1185), co sugeruje, że były popularne na dworze cesarskim nie tylko jako rośliny lecznicze, ale także ozdobne. Uważa się, że chryzantema stała się symbolem cesarskim, gdy cesarz Go-Toba (1180–1239) wybrał ją jako swój osobisty emblemat.